# Gigue

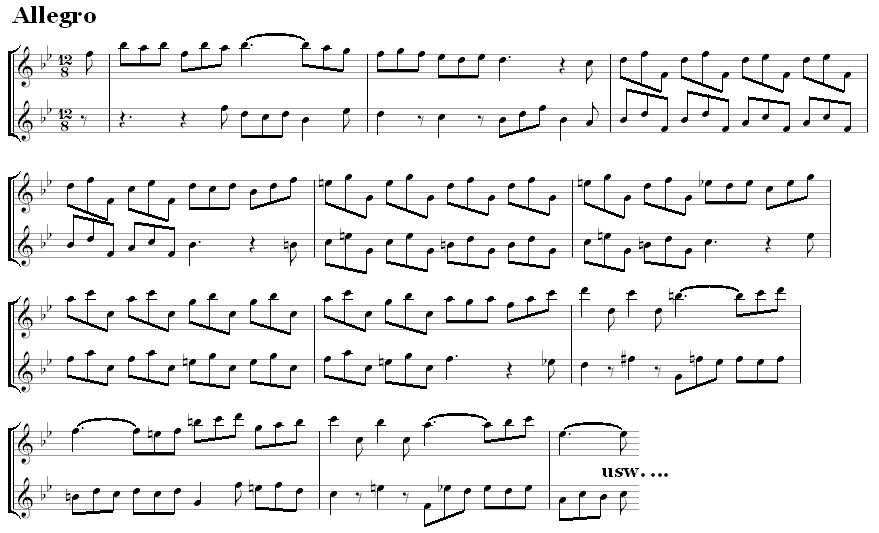
ukázka gigue

Gigue nebo též giga, ev. gigha, (vyslovujeme „žig“) je barokní tanec živého, veselého až skotačivého charakteru, nejčastěji v 3/8, někdy i v 6/8, 6/4, 9/8 nebo 12/16 taktu.
Gigue má zastoupení v rozsáhlejších sonátách a koncertních skladbách, avšak nejčastěji se používala jako závěr barokní suity, jak to dokládá např. 6 suit pro violoncello sólo Johanna Sebastiana Bacha, kde je každá suita ukončena právě gigou. Gigue je také hudební nástroj, který pochází z cca 11. - 13. století. Byl velmi oblíbeným hudebním nástrojem potulných zpěváků a hudců, kteří jezdívali od království ke království.